# Héya Mihály
Héya Mihály (Petőfalva, 1842. május 8. – Kispest, 1900. április 8.) orvosdoktor és körorvos.

## Élete
Heya András kisbirtokos és Szántó Zsuzsanna polgári székely szülők gyermeke. 1862-ben a csíksomlyói gimnáziumban kezdte a középiskolai tanulását, ahol az alsó négy osztályt, az V. és VI.-at pedig a kolozsvári kegyesrendieknél végezte és részben házi tanítással szerezte meg kenyerét. A VII. osztályt ismét Csíksomlyón járta 1856-57-ben. Minthogy szülői a papi pályára szánták őt, meghasonlott velök, elhagyta szülőföldét és Szegeden a kegyesrendieknél végezte a VIII. osztályt. Azután a pesti egyetem orvosi karánál iratkozott be, nélkülözések között, díjnokoskodással és leckeadással segítvén magán. 1878-ban végezte orvosi tanulmányait és Mohorán, Nógrád vármegyében nyert körorvosi állást; némi összeget meggazdálkodván, 1883. márciusban Budapesten orvosdoktorrá avatták és ekkor Torockóra, Torda-Aranyos vármegyébe ment körorvosnak.

## Munkái
- A keleti kérdés leálczázva és Lengyelország. Bpest, 1878.
- Kit válasszunk országgyűlési képviselőnek? Szózat a magyar birodalom választóihoz. Bpest, 1878.
- Ezeréves jubileumunk fölötti elmélkedés. Bpest, 1882. (2. kiadás, Eger, 1883., 3. és 4. k., 1884. Eger, 5. kiadás. Szeged, 1885., 6. kiadás...)
- A panszlavizmus mint egységes államfogalom földrajzi képtelenség, rögeszme. Bpest, 1883.
- Oktatás a halottkémeknek, Balassa-Gyarmat, 1886.
- Oktatás a szülésznők számára. Balassa-Gyarmat, 1886.
- Aranyos kis csecsemőink, nemzeti bimbócskáink ápolásának könyve. Kispest, 1898.

### Kéziratban
- Uj ezred, uj Istenség.